# 橋本菊太郎
橋本 菊太郎（はしもと きくたろう、1876年（明治9年）1月7日 - 1947年（昭和22年）2月21日）は、日本の政治家。薬剤師、徳島市長。徳島県徳島市出身。

## 経歴
1876年、徳島市東新町の薬舗「郡茂」の分家、橋本半太郎の長男として生まれる。
小学校を卒業後、大阪市内にある田辺製薬へ勤務し、その傍ら大阪薬学校（現在の大阪大学薬学部）に入学。1890年（明治23年）、14歳の若さで薬剤師試験に合格。後に東京薬学校（現在の東京薬科大学）に進学し1894年（明治27年）7月に同校を修了する。
1904年（明治37年）、徳島市会議員に当選。その後、徳島薬業組合長・徳島市商店研究会長・徳島県薬剤師会長を歴任。1919年（大正8年）、徳島県会議員に当選。1923年（大正12年）には徳島市会議長に就任。1926年（大正15年）、徳島市助役に就任。
1927年（昭和2年）、徳島市長に就任、1933年（昭和8年）まで任期を満了した。1935年（昭和10年）に徳島市会議員、1937年（昭和37年）には徳島県議会議員に再び当選する。
1947年（昭和22年）2月21日、71歳で逝去。